# Hrvatski Nogometni Klub Rijeka 2012-2013
Questa voce raccoglie le informazioni riguardanti il Hrvatski Nogometni Klub Rijeka nelle competizioni ufficiali della stagione 2012-2013.

## Stagione
In campionato il Rijeka si classificò al terzo posto a 24 punti dalla Dinamo Zagabria campione, qualificandosi ai preliminari di Europa League. In Coppa di Croazia fu eliminato a sorpresa al primo turno dal modesto Nedelišće.

## Rosa
| N. |                                 | Ruolo | Calciatore       |
| -- | ------------------------------- | ----- | ---------------- |
| 1  | Croazia (bandiera)              | P     | Ivan Mance       |
| 3  | Croazia (bandiera)              | D     | Kristijan Čaval  |
| 4  | Slovenia (bandiera)             | D     | Matija Škarabot  |
| 5  | Croazia (bandiera)              | D     | Dario Knežević   |
| 6  | Croazia (bandiera)              | D     | Niko Datković    |
| 7  | Bosnia ed Erzegovina (bandiera) | C     | Mehmed Alispahić |
| 8  | Croazia (bandiera)              | A     | Goran Mujanović  |
| 9  | Croazia (bandiera)              | A     | Danijel Cesarec  |
| 10 | Croazia (bandiera)              | C     | Antonini Čulina  |
| 12 | Croazia (bandiera)              | P     | Ivan Vargić      |
| 13 | Croazia (bandiera)              | C     | Ivor Weitzer     |

| N. |                     | Ruolo | Calciatore           |
| -- | ------------------- | ----- | -------------------- |
| 16 | Croazia (bandiera)  | C     | Ivan Močinić         |
| 17 | Croazia (bandiera)  | C     | Damir Kreilach       |
| 19 | Croazia (bandiera)  | A     | Leon Benko           |
| 22 | Polonia (bandiera)  | D     | Łukasz Mierzejewski  |
| 23 | Croazia (bandiera)  | D     | Mato Neretljak       |
| 28 | Croazia (bandiera)  | D     | Luka Marić           |
| 30 | Croazia (bandiera)  | C     | Josip Brezovec       |
| 77 | Croazia (bandiera)  | C     | Drago Gabrić         |
| 88 | Slovenia (bandiera) | A     | Kris Jogan           |
| 89 | Croazia (bandiera)  | C     | Vedran Jugović       |
| 90 | Belgio (bandiera)   | A     | Andréa Mbuyi-Mutombo |

## Risultati

### Prva HNL
| Arbitro: | Igor Križarić (Čakovec) |

|                          |           |  |
| Vojnović 13’ Baraban 57’ | Marcatori |  |

| Fiume 27 luglio 2012, ore 20:00 CEST (UTC+2) 2ª giornata | Rijeka                | 0 – 0 referto | Zara | Stadio Cantrida (4 500 spett.)\| Arbitro: \| Bruno Marić (Daruvar) \| |
| Arbitro:                                                 | Bruno Marić (Daruvar) |               |      |                                                                       |

| Arbitro: | Mario Zebec (Cestica) |

|  |           |             |
|  | Marcatori | 84’ Weitzer |

| Arbitro: | Tihomir Pejin (Donji Miholjac) |

|                       |           |                        |
| Weitzer 52’ Benko 68’ | Marcatori | 27’ Brozović 39’ Boras |

| Arbitro: | Marijo Strahonja (Zagabria) |

|                      |           |               |
| Perošević 10’ (rig.) | Marcatori | 67’ Mujanović |

| Arbitro: | Ante Vučemilović-Šimunović (Osijek) |

|                              |           |  |
| Šarić 79’ (rig.), 89’ (rig.) | Marcatori |  |

| Arbitro: | Igor Križarić (Čakovec) |

|                     |           |  |
| Kreilach 81’ (rig.) | Marcatori |  |

| Arbitro: | Mario Zebec (Cestica) |

|              |           |                                       |
| Vugrinec 50’ | Marcatori | 16’ Cesarec 45+1’ Benko 90+4’ Močinić |

| Arbitro: | Zlatko Šimčić (Koprivnica) |

|                                             |           |  |
| Cesarec 16’ Weitzer 54’ Kreilach 82’ (rig.) | Marcatori |  |

| Arbitro: | Goran Gabrilo (Spalato) |

|                                                      |           |              |
| Neretljak 2’ (aut.) Matoš 16’, 26’ (rig.) Terzić 81’ | Marcatori | 57’ Brezovec |

| Arbitro: | Damir Batinić (Osijek) |

|                          |           |                          |
| Cesarec 43’ Datković 89’ | Marcatori | 21’ (rig.) Bačelić-Grgić |

| Arbitro: | Danijel Trampus (Osijek) |

|                        |           |                                 |
| Benko 21’ Datković 59’ | Marcatori | 33’ Rebić 45’ Vitaić 71’ Glumac |

| Arbitro: | Ante Vučemilović-Šimunović (Osijek) |

|                        |           |                                                     |
| Banović 81’ Jerbić 85’ | Marcatori | 6’ Cesarec 66’ Benko 74’ (rig.) Kreilach 80’ Čulina |

| Arbitro: | Zlatko Šimčić (Koprivnica) |

|           |           |  |
| Benko 44’ | Marcatori |  |

| Arbitro: | Damir Batinić (Osijek) |

|                             |           |               |
| Trebotić 45+1’ Martinac 83’ | Marcatori | 72’ Neretljak |

| Arbitro: | Goran Gabrilo (Spalato) |

|                               |           |           |
| Brezovec 13’ Cesarec 24’, 87’ | Marcatori | 29’ Zubak |

| Arbitro: | Mario Zebec (Cestica) |

|                |           |           |
| Benko 68’, 76’ | Marcatori | 26’ Oršić |

| Arbitro: | Domagoj Ljubičić (Osijek) |

|             |           |             |
| Maglica 51’ | Marcatori | 45+1’ Benko |

| Fiume 8 dicembre 2012, ore 19:00 CET (UTC+1) 19ª giornata | Rijeka                   | 0 – 0 referto | Slaven Belupo | Stadio Cantrida (2 000 spett.)\| Arbitro: \| Danijel Trampus (Osijek) \| |
| Arbitro:                                                  | Danijel Trampus (Osijek) |               |               |                                                                          |

| Arbitro: | Zlatko Šimčić (Koprivnica) |

|                                 |           |           |
| Krstanović 6’ Čop 22’, 25’, 50’ | Marcatori | 63’ Benko |

| Fiume 23 febbraio 2013, ore 18:00 CET (UTC+1) 21ª giornata | Rijeka                   | 0 – 0 referto | Cibalia | Stadio Cantrida (1 000 spett.)\| Arbitro: \| Marin Vidulin (Kanfanar) \| |
| Arbitro:                                                   | Marin Vidulin (Kanfanar) |               |         |                                                                          |

| Arbitro: | Zlatko Šimčić (Koprivnica) |

|                          |           |                     |
| Bačelić-Grgić 13’ (rig.) | Marcatori | 16’ (rig.) Kreilach |

| Arbitro: | Duje Strukan (Spalato) |

|                          |           |          |
| Kreilach 20’ Cesarec 34’ | Marcatori | 1’ Oršić |

| Arbitro: | Dalibor Mlakar (Zagabria) |

|  |           |           |
|  | Marcatori | 17’ Benko |

| Arbitro: | Mario Zebec (Cestica) |

|                |           |             |
| Benko 37’, 82’ | Marcatori | 90’ Novinić |

| Arbitro: | Vlado Svilokos (Sisak) |

|           |           |  |
| Benko 31’ | Marcatori |  |

| Arbitro: | Marijo Strahonja (Zagabria) |

|                                 |           |           |
| Rebić 67’ Barišić 84’ Erceg 87’ | Marcatori | 86’ Benko |

| Arbitro: | Marko Matoc (Zaprešić) |

|           |           |                                  |
| Benko 77’ | Marcatori | 16’ Antolić 56’ Šitum 90+2’ Peko |

| Arbitro: | Tihomir Pejin (Donji Miholjac) |

|           |           |                         |
| Sušić 53’ | Marcatori | 21’ Mujanović 36’ Benko |

| Fiume 5 maggio 2013, ore 19:00 CEST (UTC+2) 30ª giornata | Rijeka                 | 0 – 0 referto | Dinamo Zagabria | Stadio Cantrida (9 000 spett.)\| Arbitro: \| Vlado Svilokos (Sisak) \| |
| Arbitro:                                                 | Vlado Svilokos (Sisak) |               |                 |                                                                        |

| Arbitro: | Mario Zebec (Cestica) |

|            |           |  |
| Hadžić 86’ | Marcatori |  |

| Arbitro: | Ante Vučemilović-Šimunović (Osijek) |

|                         |           |                                      |
| Mujanović 12’ Jogan 53’ | Marcatori | 29’ Ivančić 57’ Banović 90+1’ Perica |

| Arbitro: | Igor Križarić (Čakovec) |

|                |           |                                       |
| Abdurahimi 76’ | Marcatori | 12’, 54’ Benko 37’ Jugović 80’ Čulina |

### Coppa di Croazia
| Arbitro: | Andrej Burilo (Osijek) |

|                  |           |  |
| Jagec 96’ (rig.) | Marcatori |  |